# Siergiej Iljuszyn
Siergiej Władimirowicz Iljuszyn, Сергей Владимирович Ильюшин (ur. 18 marca?/30 marca 1894 w Dilalewie koło Wołogdy, zm. 9 lutego 1977 w Moskwie) – rosyjski projektant i konstruktor samolotów, akademik Akademii Nauk ZSRR (1968), generał pułkownik inżynieryjno-technicznej służby (1967), trzykrotny Bohater Pracy Socjalistycznej (1941, 1957, 1974). Zorganizował biuro konstruktorskie samolotów Iljuszyn, skąd pochodzą samoloty Ił.

## Życiorys
Zainteresował się lotnictwem w 1910 r. Podczas I wojny światowej był pilotem. W 1916 pracował jako mechanik lotniczy. Od 1918 w Armii Czerwonej, początkowo jako mechanik samolotów, potem oficer, a od 1921 komendant pociągu remontowego i jednocześnie student Instytutu Inżynierów Czerwonej Floty Powietrznej (przemianowanego w 1922 na Akademię Wojskowo-Powietrzną Armii Czerwonej). Po otrzymaniu w 1926 r. tytułu inżyniera na Inżynieryjnej Akademii Lotniczej im. Żukowskiego rozpoczął projektowanie samolotów. Od 1931 szef Biura Konstrukcyjnego, które prowadziło projektowanie trzech typów samolotów – szturmowców, bombowców i pasażerskich. Na pierwszych samolotach bojowych konstrukcji Iljuszyna CKB-26, CKB-30 i CKB-36F ustanowiono rekordy światowe przelotów wysokościowych i z różnym obciążeniem, a w latach 1938–1939 samoloty Ił wykonały przeloty bez lądowania na trasach Moskwa – Władywostok i Moskwa – wyspa Miscou w Ameryce Północnej. 
Samoloty jego projektu, szturmowy Ił-2 i bombowiec Ił-4 były bardzo popularne w czasie II wojny światowej. W 1939 skonstruowany został opancerzony szturmowiec Ił-2. Jego wprowadzenie na uzbrojenie dało nową klasę samolotów bojowych i spowodowało powstanie nowej taktyki lotniczej. Samolot Ił-4 był w wojnie 1941-45 podstawowym bombowcem dalekiego zasięgu i samolotem torpedowym. Potem wypuszczono szturmowce Ił-8 (1943), Ił-10, Ił-16 i Ił-40 – pierwszy w lotnictwie szturmowiec odrzutowy. Były wypuszczone bombowce Ił-6, eksperymentalny odrzutowiec bombowy Ił-22 (1946) i Ił-28 (1948) pierwszy sowiecki bombowiec odrzutowy wypuszczany seryjnie (był na uzbrojeniu Wojska Polskiego do końca lat 70 XX wieku). Po wojnie jego samoloty pasażerskie: turbośmigłowy Ił-18 (1957) i turboodrzutowy (silniki dwuprzepływowe) Ił-62 (1962), były bardzo popularne wśród przewoźników z krajów socjalistycznych i krajów tzw. trzeciego świata.
Iljuszyn nie tylko zbudował całą rodzinę samolotów, ale wykształcił kadry konstruktorów lotniczych. 
Został odznaczony m.in. trzykrotnie Medalem „Sierp i Młot” Bohatera Pracy Socjalistycznej (1941, 1957, 1974), ośmiokrotnie Orderem Lenina, Orderem Rewolucji Październikowej, dwukrotnie Orderem Czerwonego Sztandaru, Orderem Czerwonego Sztandaru Pracy, Order Suworowa I i II klasy, Order Czerwonej Gwiazdy, Krzyżem Komandorskim Orderu Odrodzenia Polski (1970). Siedmiokrotny laureat Nagrody Stalinowskiej (1941, 1942, 1943, 1946, 1947, 1950, 1952), Nagrody Leninowskiej (1960) i Nagrody Państwowej ZSRR (1971).
Był deputowanym do Rady Najwyższej ZSRR od 1. do 7. kadencji.
Ojciec Władimira Iljuszyna. Został pochowany na Cmentarzu Nowodziewiczym w Moskwie.